# 弗雷德里克·德·罗伯蒂斯
弗雷德里克·德·罗伯蒂斯（義大利語：Federico De Robertis，1962年6月5日—），意大利作曲家，生於卢卡。他曾為加布里埃莱·萨尔瓦托雷斯執導的多部電影配樂。

## 外部連結
- 弗雷德里克·德·罗伯蒂斯在互联网电影资料库（IMDb）上的資料（英文）